# Jan Apell
Jan Apell, född 4 november 1969 i Göteborg, är en svensk vänsterhänt tidigare professionell tennisspelare.

## Karriär
Jan Apell var aktiv på ATP-touren 1987-99. Han vann ingen singeltitel men spelade 15 dubbelfinaler, av vilka han vann 9. Han rankades som bäst 62 i singel (juli 1995) och nummer 10 i dubbel (juni 1994). 
Apell deltog i ett antal Grand Slam-turneringar, och nådde 1994 som bäst tillsammans med Jonas Björkman final i herrdubbeln i Franska öppna. Svenskarna förlorade mot Byron Black och Jonathan Stark (4-6, 6-7).
Apell deltog i det svenska Davis Cup-laget 1994 och 1995. Han spelade totalt 6 matcher, samtliga i dubbel tillsammans med Jonas Björkman. Han vann alla matcher, av vilka en i världsfinalen mot Ryssland i Moskva 1994, ett möte Sverige vann med 4-1 i matcher. Apell/Björkman besegrade Jevgenij Kafelnikov/Andrej Olchovskij med 6-7, 6-2, 6-3, 1-6, 8-6.
Apell tvingades avsluta sin tenniskarriär på grund av en svår axelskada. Han verkar numera som tennistränare. Han är bosatt i Göteborg.
Apell är son till fotbollsspelaren Benny Apell.